# Saint-Maurice-sur-Fessard
Saint-Maurice-sur-Fessard é uma comuna francesa na região administrativa do Centro, no departamento Loiret. Estende-se por uma área de 15,37 km². Em 2010 a comuna tinha 1 194 habitantes (densidade: 77,7 hab./km²).